# Bolbelasmus minor
Bolbelasmus minor är en skalbaggsart som beskrevs av Linell 1896. Bolbelasmus minor ingår i släktet Bolbelasmus och familjen Bolboceratidae. Inga underarter finns listade.